# Johan Busser
Johan Benedict Busser, född 8 april 1729 i Rumskulla socken, Kalmar län, död 12 juni 1799 i Skeda socken, Östergötlands län, var en svensk lokalhistorisk författare och präst.
Busser blev filosofie magister vid Uppsala universitet 1758, docent i historia 1762, lektor i Linköping 1771, prästvigd 1773 och teologie doktor 1779. Han var senare kyrkoherde i Skeda 1791 och prost 1792. 
Hans mest kända verk är hans beskrivning över Uppsala, Utkast till beskrifning om Upsala (2 band 1769–1773).